# Chantal Janzen
Chantal Janzen, född 15 februari 1979 i Tegelen, är en nederländsk skådespelerska, sångerska och programledare i TV.
Hon har haft roller i The Preacher, Full Moon Party och Deuce Bigalow: European Gigolo samt varit programledare för nederländska Idol. Hon har även spelat rollen som Belle i musikalversionen av Skönheten och odjuret och gjort en låt mot cancer vid namn "Vecht Mee". 2011–2012 spelade hon rollen som Glinda i musikalen Wicked. Janzen var en av programledarna för Eurovision Song Contest 2021 i Rotterdam tillsammans med Edsilia Rombley, Jan Smit och Nikkie de Jager.